# Kingston (Illinois)
Kingston és una població dels Estats Units a l'estat d'Illinois. Segons el cens del 2000 tenia 980 habitants.

## Demografia
Segons el cens del 2000, Kingston tenia 980 habitants, 328 habitatges, i 251 famílies. La densitat de població era de 378,4 habitants/km².
Dels 328 habitatges en un 46,3% hi vivien nens de menys de 18 anys, en un 64% hi vivien parelles casades, en un 8,5% dones solteres, i en un 23,2% no eren unitats familiars. En el 17,7% dels habitatges hi vivien persones soles el 4,6% de les quals corresponia a persones de 65 anys o més que vivien soles. El nombre mitjà de persones vivint en cada habitatge era de 2,94 i el nombre mitjà de persones que vivien en cada família era de 3,37.
Per edats la població es repartia de la següent manera: un 33,6% tenia menys de 18 anys, un 6,3% entre 18 i 24, un 37,6% entre 25 i 44, un 17,1% de 45 a 60 i un 5,4% 65 anys o més.
L'edat mediana era de 31 anys. Per cada 100 dones de 18 o més anys hi havia 112,7 homes.
La renda mediana per habitatge era de 55.179 $ i la renda mediana per família de 58.929 $. Els homes tenien una renda mediana de 43.000 $ mentre que les dones 28.083 $. La renda per capita de la població era de 21.432 $. Aproximadament el 4,2% de les famílies i el 4,8% de la població estaven per davall del llindar de pobresa.

## Poblacions properes
El següent diagrama mostra les poblacions més properes.